# Реґут
Реґут (пол. Regut) — село в Польщі, у гміні Целестинув Отвоцького повіту Мазовецького воєводства.
Населення — 532 особи (2011).
У 1975-1998 роках село належало до Варшавського воєводства.

## Демографія
Демографічна структура станом на 31 березня 2011 року:
|          | Загалом | Допрацездатний вік | Працездатний вік | Постпрацездатний вік |
| -------- | ------- | ------------------ | ---------------- | -------------------- |
| Чоловіки | 260     | 55                 | 183              | 22                   |
| Жінки    | 272     | 55                 | 159              | 58                   |
| Разом    | 532     | 110                | 342              | 80                   |